# Raheem Mostert
Dominique Raheem Mostert (New Smyrna Beach, 9 aprile 1992) è un giocatore di football americano statunitense che milita nel ruolo di running back per i Las Vegas Raiders della National Football League  (NFL).

## Carriera professionistica

### Philadelphia Eagles
Dopo non essere stato scelto nel Draft NFL 2015, Mostert firmò da undrafted free agent con i Philadelphia Eagles. Anche se nella precampionato guidò la NFL in yard dalla linea di scrimmage, a settembre fu svincolato, rifirmando poi per la squadra di allenamento degli Eagles.

### Miami Dolphins
Il 14 settembre 2015 i Miami Dolphins firmarono Mostert nel loro roster attivo. Esordì nella gara del secondo turno, la sconfitta 20-23 contro i Jacksonville Jaguars, in cui ritornò due kick off per 57 yard. Il 13 ottobre 2015 Mostert fu svincolato dai Dolphins per poi essere inserito nella loro squadra di allenamento.

### Baltimore Ravens
Il 14 ottobre 2015, Mostert firmò con i Baltimore Ravens che avevano perso per infortunio il running back di riserva Lorenzo Taliaferro. Mostert fece sette presenze con i Ravens, ritornando cinque calci per 164 yard. Il 15 dicembre 2015 fu svincolato dai Ravens che volevano poi inserirlo in squadra di allenamento, ma i Cleveland Browns firmarono Mostert nel loro roster attivo.

### Cleveland Browns
Il 16 dicembre 2015 Mostert firmò per i Cleveland Browns. Fu nominato kick returner titolare per le ultime tre gare  stagionali dei Browns, in cui ritornò 12 calci per 309.
Il 7 marzo 2016 Mostert firmò per un anncon i Browns. Il 4 settembre 2016 fu svincolato.

### New York Jets
Il 6 settembre 2016 Mostert firmò per la squadra di allenamento dei New York Jets, venendo però svincolato sei giorni dopo.

### Chicago Bears
Il 13 settembre 2016 Mostert firmò per la squadra di allenamento dei Chicago Bears e poi, il 21 settembre, fu promosso nel roster attivo. Mostert fece due presenze con i Bears, contro Dallas e Detroit, prima di essere svincolato il 3 ottobre 2016 e spostato quindi in squadra di allenamento il giorno dopo. Il 24 novembre 2016 fu svincolato.

### San Francisco 49ers
Il 28 novembre 2016 Mostert firmò con i San Francisco 49ers. Nelle sue prime tre stagioni con la squadra californiana giocò sporadicamente, segnando il suo primo touchdown nella gara del nono turno della stagione 2018 contro gli Oakland Raiders. Il 2 novembre 2018 fu inserito in lista infortunati.
Nel 2019 Mostert giocò per la prima volta tutte le 16 partite della stagione regolare e anche se non partì mai come titolare guidò i 49ers con 772 yard corse e 8 touchdown. Nella vittoria sui Green Bay Packers per 37–20 nella finale della National Football Conference sfoderò una prestazione storica, correndo 29 volte per un record di franchigia nei playoff di 220 yard corse, segnando 4 touchdown (secondo nella storia della franchigia dietro solo al recordman della NFL Ricky Watters e alla pari con LeGarrette Blount per il secondo massimo nella storia della NFL). Fu la seconda prestazione di tutti i tempi nei playoff dietro alle 248 yard corse da Eric Dickerson nel 1986. Il 2 febbraio 2020 scese in campo nel Super Bowl LIV in cui guidò la sua squadra con 58 yard corse e un touchdown ma i 49ers furono sconfitti per 31-20 dai Kansas City Chiefs.
Nel secondo turno della stagione 2020 Mostert fu costretto a lasciare il campo contro i New York Jets per un infortunio al legamento mediale collaterale. In precedenza in quella partita aveva segnato un touchdown dopo una corsa da 80 yard a dieci secondi dall'inizio della contesa. In seguito rimase fuori per infortunio dalla settimana 7 alla 11, tornando in campo e segnando nella vittoria contro i Los Angeles Rams. Chiuse l'annata con 104 corse per 521 yard e due touchdown in 8 presenze, tutte da titolare.

### Miami Dolphins
Il 16 marzo 2022, durante la free agency, firmò un contratto annuale dal valore di 3 milioni di dollari con i Miami Dolphins.
Nel secondo turno della stagione 2023 Mostert corse 121 yard, incluso un touchdown da 43 yard nel quarto periodo che diede la vittoria ai Dolphins sui New England Patriots. La settimana successiva contro i Denver Broncos corse 82 yard e segnò quattro touchdown (tre su corsa e uno su ricezione), con Miami che divenne la prima squadra dopo 57 anni a segnare 70 punti in una partita. Con l'esplosione del running back rookie De'Von Achane, Mostert vide diminuire i propri possessi ma quando questi si infortunò tornò a correre 115 yard, segnando tre touchdown totali, nella vittoria del sesto turno contro i Carolina Panthers. Per questa prestazione fu premiato come miglior giocatore offensivo della AFC della settimana e come running back della settimana. Arrivò così a segnare più touchdown nelle prime sei partite del 2023 (undici) che nella somma delle tre stagioni precedenti (otto). Nella settimana 12 corse 94 yard e segnò altri due touchdown su corsa nella vittoria sui New York Jets. Nel quindicesimo turno, vinto per 30-0 ancora contro i Jets, segnò altri due touchdown su corsa, giungendo a quota 20 marcature totali in stagione, un nuovo record di franchigia. Prima del 2023, complessivamente in carriera aveva segnato 19 touchdown. A fine stagione fu convocato per il suo primo Pro Bowl dopo avere guidato la NFL con 18 touchdown su corsa e 21 touchdown totali, mentre fu decimo con 1.012 yard corse.
Il 29 marzo 2024 Mostert firmò un rinnovo biennale del valore di 9 milioni di dollari. Nella stagione 2024 fece 13 presenze in cui mise a tabellino 85 corse per 278 yard e due touchdown oltre a 19 ricezioni per 161 yard.
Il 14 febbraio 2025 Mostert fu svincolato.

### Las Vegas Raiders
Il 19 marzo 2025 Mostert firmó un contratto di un anno del valore di 2,1 milioni di dollari con i Las Vegas Raiders.

## Palmarès

### Franchigia
- National Football Conference Championship: 1

San Francisco 49ers: 2019

### Individuale
- Convocazioni al Pro Bowl: 1

2023
- Giocatore offensivo della AFC della settimana: 1

6ª del 2023
- Running back della settimana: 1

6ª del 2023
- Leader della NFL in touchdown su corsa: 1

2023

## Statistiche

### Stagione regolare
| 2015   | PHI    | 0   | 0  | 0   | 0     | 0,0  | 0  | 0  | 0   | 0   | 0,0  | 0  | 0 | 0  | 0     | 0   | 0 | 0  | 0  |
| 2015   | MIA    | 1   | 0  | 0   | 0     | 0,0  | 0  | 0  | 0   | 0   | 0,0  | 0  | 0 | 2  | 57    | 32  | 0 | 0  | 0  |
| 2015   | BAL    | 7   | 0  | 0   | 0     | 0,0  | 0  | 0  | 0   | 0   | 0,0  | 0  | 0 | 5  | 164   | 50  | 0 | 0  | 0  |
| 2015   | CLE    | 3   | 0  | 0   | 0     | 0,0  | 0  | 0  | 0   | 0   | 0,0  | 0  | 0 | 12 | 309   | 53  | 0 | 1  | 1  |
| 2016   | CLE    | 0   | 0  | 0   | 0     | 0,0  | 0  | 0  | 0   | 0   | 0,0  | 0  | 0 | 0  | 0     | 0   | 0 | 0  | 0  |
| 2016   | CHI    | 2   | 0  | 0   | 0     | 0,0  | 0  | 0  | 0   | 0   | 0,0  | 0  | 0 | 0  | 0     | 0   | 0 | 0  | 0  |
| 2016   | SF     | 1   | 0  | 1   | 6     | 6,0  | 6  | 0  | 0   | 0   | 0,0  | 0  | 0 | 2  | 35    | 26  | 0 | 0  | 0  |
| 2017   | SF     | 11  | 0  | 6   | 30    | 5,0  | 16 | 0  | 0   | 0   | 0,0  | 0  | 0 | 5  | 83    | 21  | 0 | 1  | 1  |
| 2018   | SF     | 9   | 0  | 34  | 261   | 7,7  | 52 | 1  | 6   | 25  | 4,2  | 23 | 0 | 0  | 0     | 0   | 0 | 1  | 1  |
| 2019   | SF     | 16  | 0  | 137 | 772   | 5,6  | 41 | 8  | 14  | 180 | 12,8 | 39 | 2 | 0  | -19   | -19 | 0 | 2  | 2  |
| 2020   | SF     | 8   | 8  | 104 | 521   | 5,0  | 80 | 2  | 16  | 156 | 9,7  | 76 | 1 | 0  | 0     | 0   | 0 | 1  | 1  |
| 2021   | SF     | 1   | 1  | 2   | 20    | 10,0 | 11 | 0  | 0   | 0   | 0,0  | 0  | 0 | 0  | 0     | 0   | 0 | 0  | 0  |
| 2022   | MIA    | 16  | 14 | 181 | 891   | 4,9  | 67 | 3  | 31  | 202 | 6,5  | 25 | 2 | 25 | 502   | 31  | 0 | 1  | 1  |
| 2023   | MIA    | 15  | 15 | 209 | 1 012 | 4,8  | 49 | 18 | 25  | 175 | 7,0  | 22 | 3 | 0  | 0     | 0   | 0 | 4  | 1  |
| 2024   | MIA    | 13  | 1  | 85  | 278   | 3,3  | 21 | 2  | 19  | 161 | 8,5  | 25 | 0 | 2  | 42    | 23  | 0 | 2  | 2  |
| Totale | Totale | 103 | 39 | 759 | 3 791 | 4,9  | 80 | 34 | 111 | 899 | 8,1  | 76 | 8 | 53 | 1 173 | 53  | 0 | 13 | 10 |

### Play-off
| 2019   | SF     | 3 | 0 | 53          | 336         | 6,3         | 36          | 5           | 3 | 8  | 2,7  | 10 | 0 | 0 | 0 | 0 | 0 | 0 | 0 |
| 2021   | SF     | 0 | 0 | Infortunato | Infortunato | Infortunato | Infortunato | Infortunato | - | -  | -    | -  | - | - | - | - | - | - | - |
| 2022   | MIA    | 0 | 0 | Infortunato | Infortunato | Infortunato | Infortunato | Infortunato | - | -  | -    | -  | - | - | - | - | - | - | - |
| 2023   | MIA    | 1 | 1 | 8           | 33          | 4,1         | 8           | 0           | 1 | -3 | -3,0 | -3 | 0 | 0 | 0 | 0 | 0 | 0 | 0 |
| Totale | Totale | 4 | 1 | 61          | 369         | 6,0         | 36          | 5           | 4 | 5  | 1,3  | 10 | 0 | 0 | 0 | 0 | 0 | 0 | 0 |

Fonte: Football Database - In grassetto i record personali in carriera —      leader della lega

## Vita privata
Mostert, cresciuto sulla costa dell'oceano atlantico e amante degli sport acquatici, ha praticato spesso surf a New Smyrna Beach in Florida, località conosciuta come la capitale mondiale del morso di squalo.
Dal 2017 Mostert è sposato con Devon Beckwith con cui ha avuto tre figli: Gunner Grey nel 2018, Neeko nel 2020 e Myles nel 2022.
Mostert è un attivo sostenitore della tutela degli oceani e della sensibilizzazione sul melanoma.